# 六条麦
六条 麦（ろくじょう むぎ、1971年6月30日 - ）は、日本の漫画家。男性。福岡県北九州市出身、埼玉県川越市在住。主に成人向け漫画雑誌で活動していた。

## 来歴
一般企業を退職後、さえわたるの紹介で漫画を執筆、編集部に持ち込む。このときの作品「ひみつのアフタースクール」が1994年『コミックSHAKE』（東京三世社）に掲載され漫画家としてデビュー。以後、同社発行の成人向け漫画雑誌に作品が多く掲載された。
2003年以降は商業誌での作品掲載は見られず、漫画作品は主催する同人サークル「青龍殺法」発行の同人誌で発表されている。

## 作品リスト

### 単行本
成人向け作品
1. 『放課後は愛の嵐』 1995年11月発売、東京三世社〈ル・コミックス〉、ISBN 4-88570-949-0
2. 『乙女心は鋼のコブシ』 1996年10月発売、東京三世社〈ル・コミックス〉、ISBN 4-8126-0004-9
3. 『HOTアンドhot』 1997年3月発売、東京三世社〈ル・コミックス〉、ISBN 4-8126-0039-1
4. 『多機能家電娘発売中』 1998年2月発売、東京三世社〈ル・コミックス〉、ISBN 4-8126-0144-4
5. 『淫らな夜への招待』 1998年10月発売、東京三世社〈ル・コミックス〉、ISBN 4-8126-0403-6
6. 『ご奉仕いたしますっ』 1999年11月25日初版発行、桃園書房〈TOEN COMICS〉、ISBN 4-8078-3268-9
7. 『眼鏡っ娘としましょ』 2005年4月発売、桃園書房〈TOEN COMICS〉、ISBN 4-8078-4036-3
8. 『愛玩眼鏡』 2006年1月発売、モエールパブリッシング〈ももまんじるし〉、ISBN 4-903028-41-0
9. 『秘芽繰りめくり』 2007年9月22日発売[6]、松文館〈別冊エースファイブコミックス〉、ISBN 978-4-7901-1999-9 ※自選集

### その他
- 『実用!マンガ名ゼリフ 激闘篇』 2007年12月発売、21世紀BOX、挿絵、ISBN 978-4-8846-9547-7
- 『合体ロボットアトランジャー』 2008年、アオシマ、50周年記念プラモデル付属の小冊子に寄稿
- 『超耕21ガッター』 2009年、デフォルメキャラのデザイン